# 魚住裕一郎
魚住 裕一郎（うおずみ ゆういちろう、1952年〈昭和27年〉8月1日 ‐ ）は、日本の政治家、弁護士。中央選挙管理会予備委員。
参議院議員（4期）、総務副大臣（第1次安倍改造内閣）、参議院法務委員長、公明党参議院国会対策委員長、公明党選挙対策委員長、公明党参議院会長、公明党顧問などを歴任した。

## 経歴
1952年、和歌山県で生まれる。家族は両親と姉の4人家族だった。1955年、家族と共に東京都新宿区に上京。のちに中野区に引っ越した。新宿区立落合第五小学校、中野区立第十一中学校を経て、創価高等学校を卒業。1977年、東京大学法学部を卒業。1980年、27歳で司法試験合格。1983年、司法修習35期を経て東京弁護士会に弁護士登録。
1993年、第40回衆議院議員総選挙に旧東京4区から公明党公認で出馬し次点で落選。1995年、第17回参議院議員通常選挙に東京都選挙区から新進党公認で出馬し初当選。
2001年、第19回参議院議員通常選挙に比例区から公明党公認で再選（千葉・神奈川・長野重点）。
2007年7月、第21回参議院議員通常選挙に比例区から公明党公認で出馬し3選（愛知・岐阜・三重・富山・石川重点）。比例で最後となる48番目の議席であった。同年新潟県中越沖地震党対策本部副本部長に就任。同年8月、第1次安倍改造内閣で総務副大臣に就任。
2013年7月、第23回参議院議員通常選挙に比例区から公明党公認で出馬し4選。同年8月、公明党参議院会長に就任。
2019年7月、「66歳以上は原則公認しない」という公明党の規定に基づき第25回参議院議員通常選挙には出馬せず引退。公明党顧問に就任。
2022年4月、中央選挙管理会予備委員に就任（公明党推薦、任期は3年間）。
2025年4月、中央選挙管理会委員に就任（公明党推薦、任期は3年間）。

## 役職歴

### 内閣
- 総務副大臣（第1次安倍改造内閣）

### 参議院
- 法務委員会委員長
- 懲罰委員会委員
- 政治倫理の確立及び選挙制度に関する特別委員会委員
- 国民生活のためのデフレ脱却及び財政再建に関する調査会委員
- 憲法審査会委員
- 総務委員会委員
- 国家基本政策委員会委員

### 公明党
- 中央幹事
- 参議院会長
- 市民活動委員長代理
- 市民活動局長
- 税制調査会副会長
- 憲法調査会長代理
- 法務部会長代理
- 国土交通部会長代理
- 東海方面議長
- 行政改革推進本部長
- 政治改革本部長代理
- 副幹事長
- 中央規律委員会委員
- 参議院副幹事長
- 東海方面副議長
- 愛知県本部副代表
- 各県本部顧問（岐阜、三重、富山、石川）

## 政策
- 選択的夫婦別姓制度導入に賛成している。
- 「外国人への地方参政権付与」を推進している。参政権の付与が日本で実現しない理由について「一部保守派の頑迷な反対のため」と述べている。
- 2009年5月31日、円より子・白眞勲・塩川鉄也・有田芳生と共に「永住外国人に地方参政権を!5・31集会」に参加し、外国人参政権付与を訴えた[7]。
- 2009年11月26日、東京・永田町の衆議院第1議員会館で、在日本大韓民国青年会や在日本大韓民国民団が主催する「永住外国人の地方参政権法案の早期立法化を求める11・26緊急院内集会」に、末松義規・小川敏夫・渡辺浩一郎・手塚仁雄・初鹿明博・白眞勲・近藤正道・鰐淵洋子・笠井亮と共に参加し、在日外国人の参政権法案を早期に成立させる決意表明をした[8]。
- 2011年5月、参議院予算委員会において国の原発事故における責任を求め、東京電力が支払う補償金について「国が金銭的責任を持ちまず支払うべき」との質疑を行う。
- 2016年8月15日に在日本大韓民国民団東京本部の主管で東京・江戸川区総合文化センター開催された第71周年光復節中央記念式典で「法務委員長として新大久保や川崎を視察しながら、在日の皆さんの熱い気運のために成立できた。地方参政権の問題も皆さんに協力して頑張る」と在日コリアンのための外国人地方参政権推進への決意を述べた[9]。

## 人物
- 第3代公明党代表山口那津男とは東京大学法学部時代からの親友である。年齢も入学年度も同じで、ともに弁護士志望だった。学生時代は、しばしば喫茶店で社会問題を熱く論じ合ったという[10]。